# Jevgenij Světlanov
Jevgenij Fjodorovič Světlanov (rusky Евгéний Фёдорович Светлáнов, 6. září 1928 Moskva – 3. května 2002 Moskva), byl ruský dirigent, hudební skladatel a klavírista.

## Život
Vystudoval dirigování na Moskevské státní konzervatoři. Od roku 1955 dirigoval ve Velkém divadle, v roce 1962 byl jmenován jeho šéfdirigentem. Od roku 1965 byl šéfdirigentem Státního symfonického orchestru Sovětského svazu, přičemž v této funkci působil až do roku 2000 a stal se tak jeho nejdéle sloužícím šéfdirigentem. V roce 1979 byl jmenován hlavním hostujícím dirigentem Londýnského symfonického orchestru. Byl také dirigentem haagského orchestru Residentie Orkest (1992–2000) a Symfonického orchestru Švédského rozhlasu (1997–1999).
V roce 2000 ministr kultury Michail Švydkoj Světlanova kontroverzně odvolal z jeho postu u Ruského státního symfonického orchestru. Důvodem mělo být, že Světlanov trávil příliš mnoho času dirigováním v zahraničí a zanedbával tím činnost v Moskvě. Po jeho smrti byl orchestr přejmenován a nese na Světlanovovu počest jeho jméno.
Dále se po Světlanovovi jmenuje dirigentská soutěž ve Francii.

## Dílo
Světlanov vynikl interpretacemi ruské hudby, od Michaila Ivanoviče Glinky až po současnost, se zvláštní pozorností věnovanou dílům Nikolaje Jakovleviče Mjaskovského. Jako jeden z mála ruských dirigentů nastudoval celé symfonické dílo Gustava Mahlera.
Jeho vlastní skladby zahrnují smyčcový kvartet (1948), symfonickou báseň Daugava (1952), Sibiřskou fantazii pro orchestr, op. 9 (1953), orchestrální rapsodii Obrázky ze Španělska (1954), Symfonii (1956), Slavnostní poemu (1966), Ruské variace pro harfu a orchestr (1975), klavírní koncert c moll (1976) a Poemu pro housle a orchestr Na památku Davida Oistracha (1975).
Světlanov byl také schopný klavírista, mezi jeho nahrávkami je i album s klavírní tvorbou Nikolaje Medtnera.
Nakladatelství Warner Music France vydalo komplet Světlanovových nahrávek na více než 35 CD, z nichž 16 obsahuje kompletní symfonické dílo Mjaskovského.